# Stazione di Fermata Candiani
La stazione di Fermata Candiani era una fermata ferroviaria posta lungo la ferrovia Castellanza-Mendrisio, dismessa nel 1977, che serviva il comune di Fagnano Olona e gli stabilimenti del cotonificio Candiani.

## Storia
La fermata venne attivata posteriormente all'inaugurazione della tratta Castellanza-Cairate della linea per Malnate, a cura della Società Anonima per la Ferrovia Novara-Seregno (FNS).
L'11 dicembre 1938 il capolinea della ferrovia fu arretrato a Malnate in conseguenza degli eventi correlati con la seconda guerra mondiale; l'anno successivo la ferrovia venne attestata a Castiglione Olona. In conseguenza di ciò il traffico passeggeri diminuì, per essere definitivamente soppresso nel 1952, lasciando alla stazione la sola funzione di scalo per le merci.
Il 16 luglio 1977 la linea, e con essa la Fermata Candiani, venne definitivamente soppressa. Il fabbricato viaggiatori, ormai fatiscente, fu demolito nel 1992.

## Strutture e impianti
L'impianto comprendeva di un piccolo fabbricato viaggiatori e dal solo binario di circolazione. La fermata era situata vicino al cotonificio Candiani che generava un forte traffico merci e funzionò fino al 1970 e la fermata continuò fino al 1977.